# Foča
Foča (cyr. Фоча) – miasto w Bośni i Hercegowinie, w Republice Serbskiej, siedziba gminy Foča. W 2013 roku miasto liczyło 10 831 mieszkańców.

## Geografia
Foča jest położona w Hercegowinie i górnym Podrinju, przy ujściu rzeki Ćehotiny do Driny. W mieście krzyżują się drogi Sarajewo – Nikšić i Trebinje – Goražde. Na wschód od Fočy przebiega granica z Czarnogórą.
Miejscowa gospodarka oparta jest na przemyśle drzewnym.

## Historia

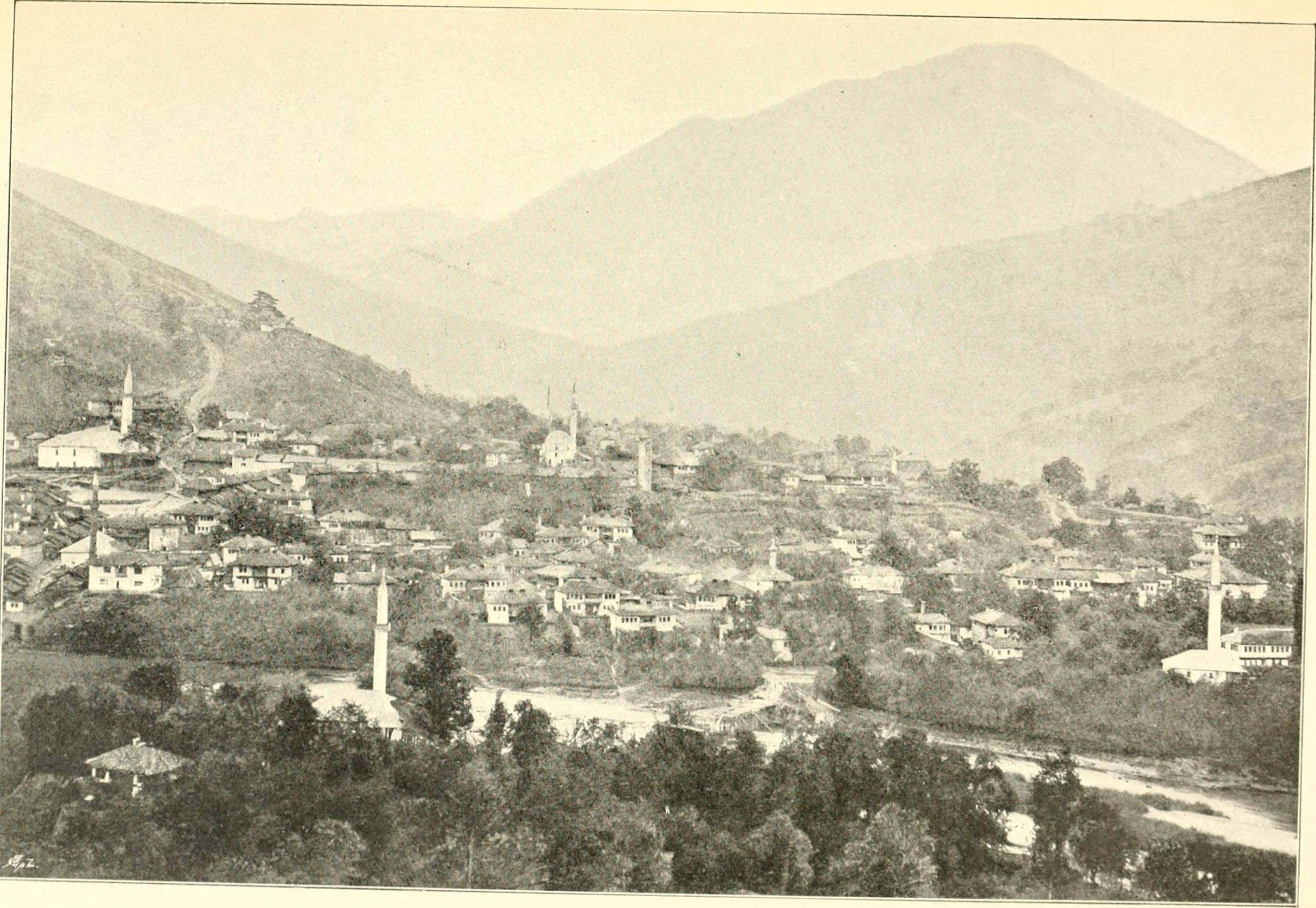
Foča (1897)

Pierwsza wzmianka historyczna o Fočy pochodzi z 1366 roku. W XV wiekiem była najważniejszym ośrodkiem wschodniej Bośni. Pierwotnie nosiła nazwę Hoča.
W czasach osmańskich Foča była siedzibą hercegowińskiego namiestnika sułtana. Wiódł przez nią szlak handlowy z Dubrownika do Serbii. Do końca XIX wieku była ważnym ośrodkiem rzemieślniczym.
Podczas II wojny światowej niedaleko Fočy rozegrała się bitwa nad Sutjeską. Rok wcześniej miasto zostało zajęte przez partyzantów i przeniesiono do niego komendę główną Narodowej Armii Wyzwolenia Jugosławii. W okolicach miasta czetnicy zamordowali kilka tysięcy Boszniaków.
W trakcie wojny w Bośni i Hercegowinie miasto zostało zajęte przez siły serbskie 9 kwietnia 1992. Zniszczeniu uległo wiele zabytków, m.in. Meczet Aladža. W czystkach etnicznych zginęło ok. 3000 osób.

## Galeria

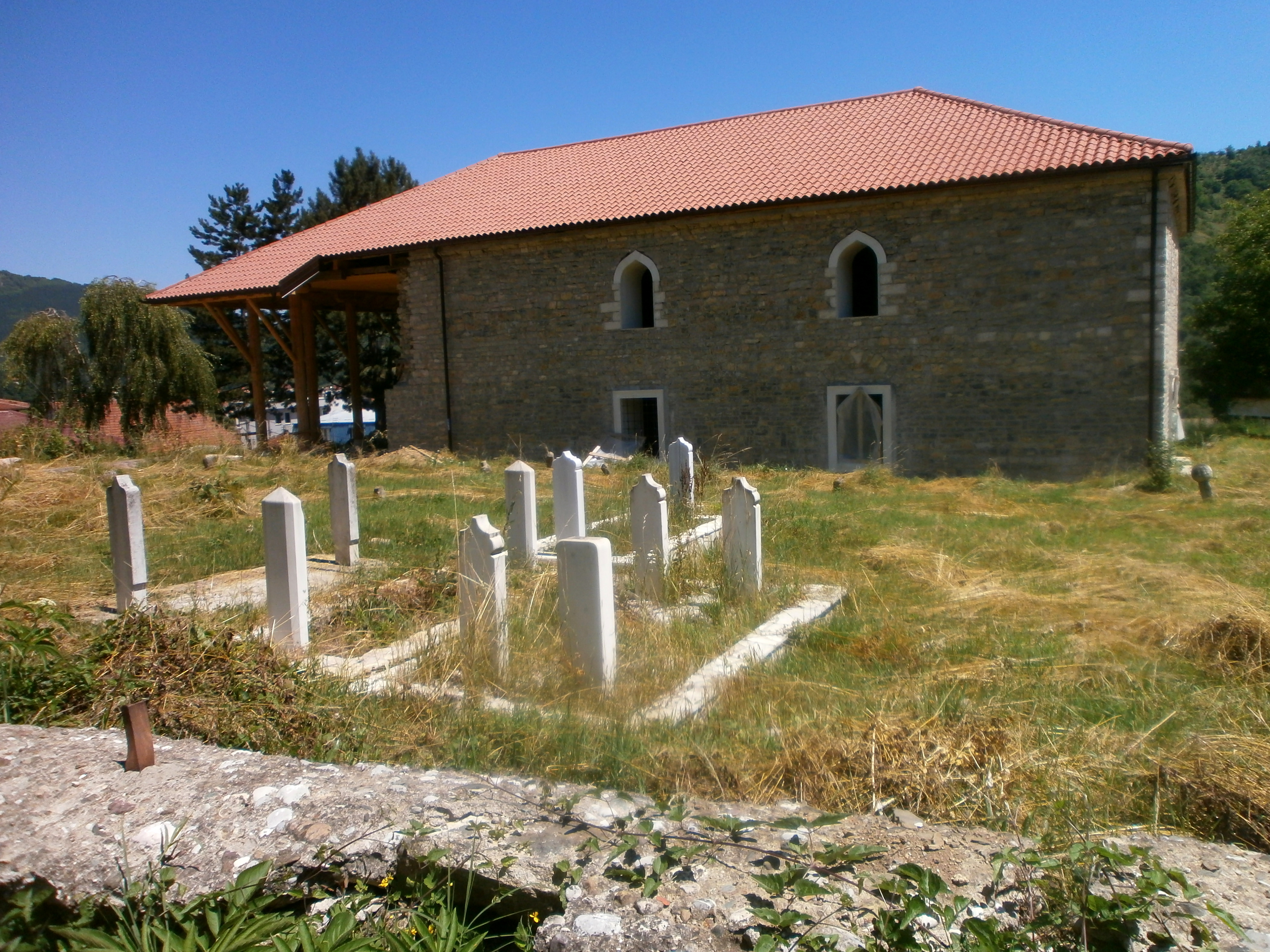
Careva džamija
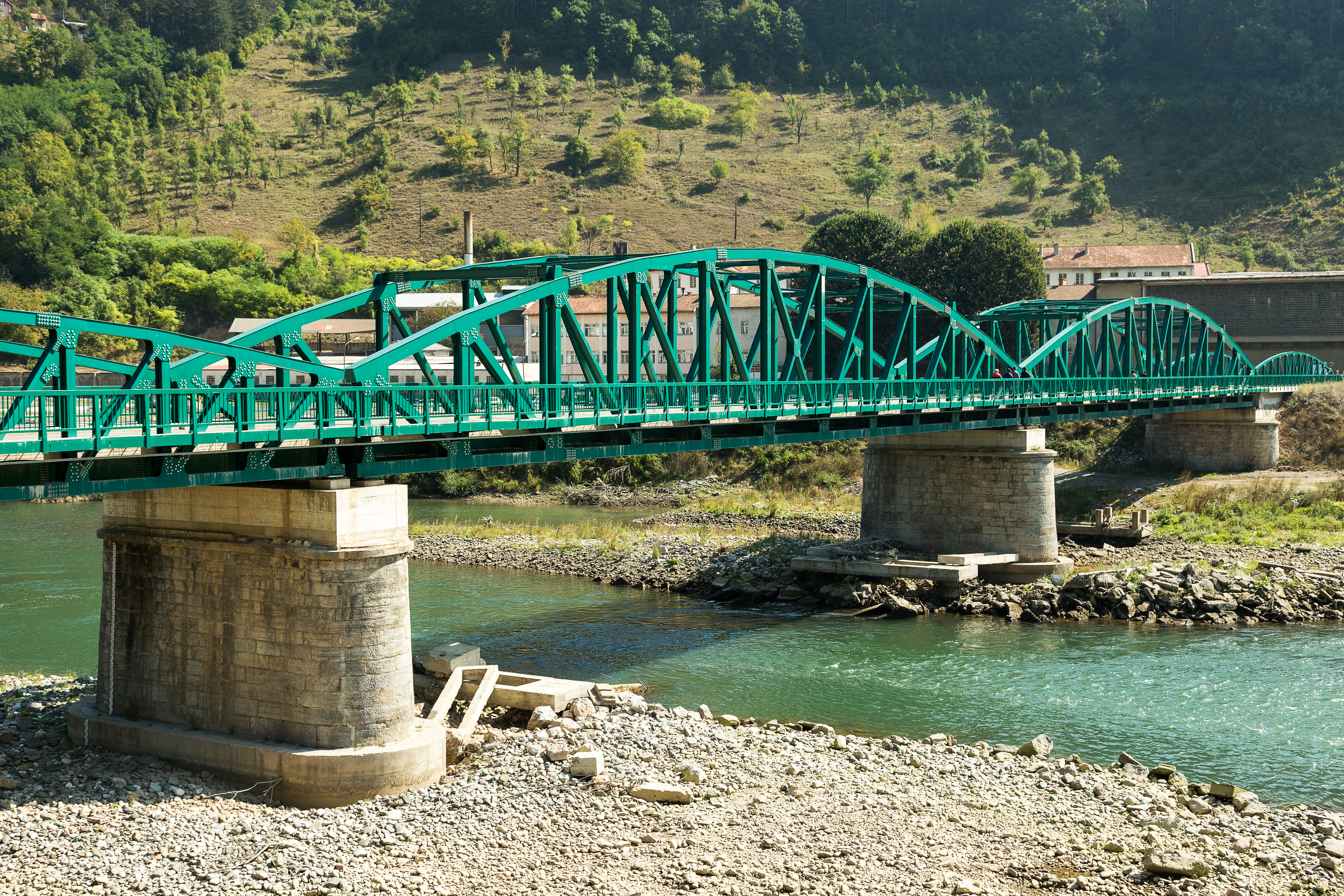
Most księcia Karola
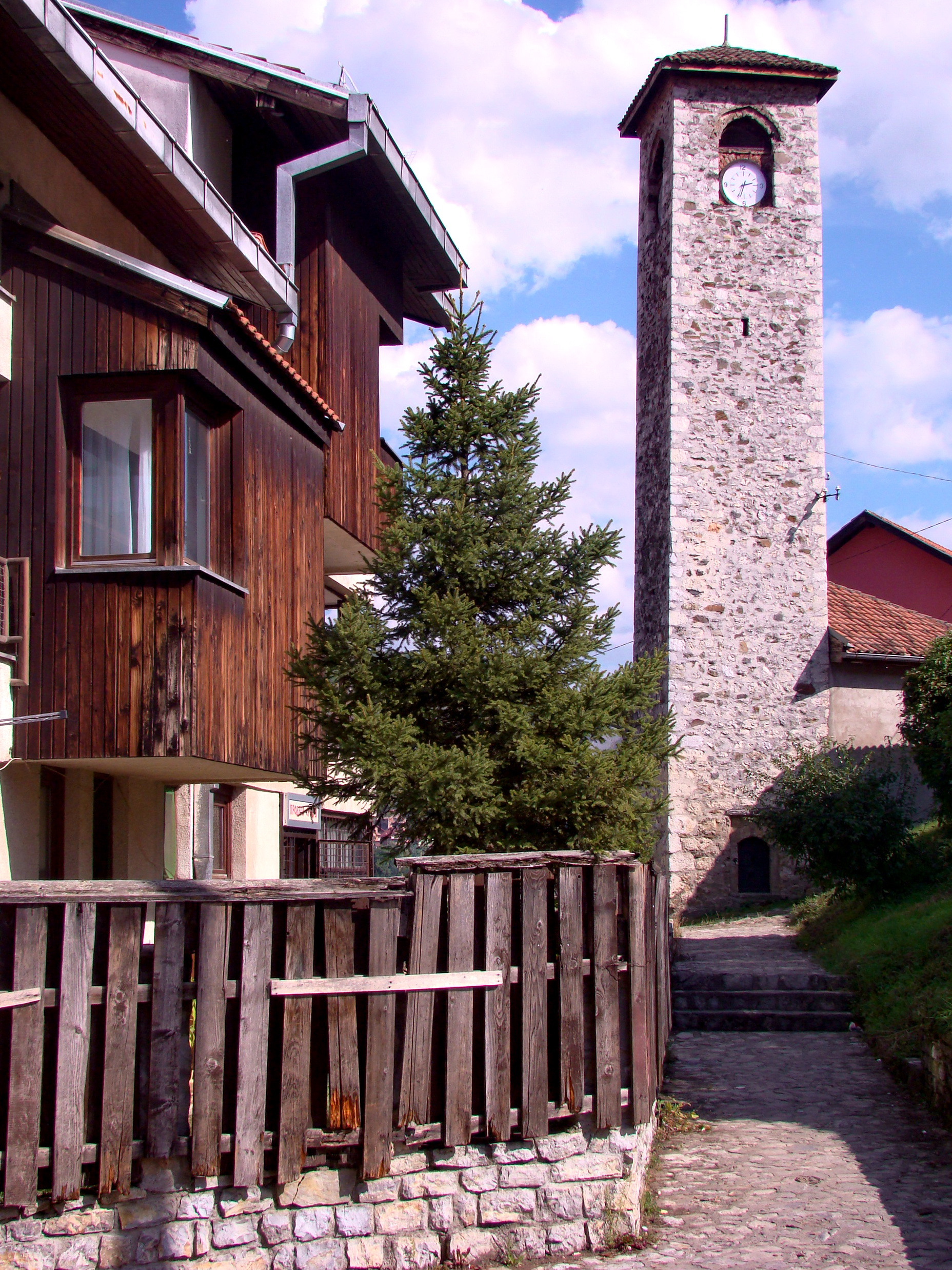
Sahat kula
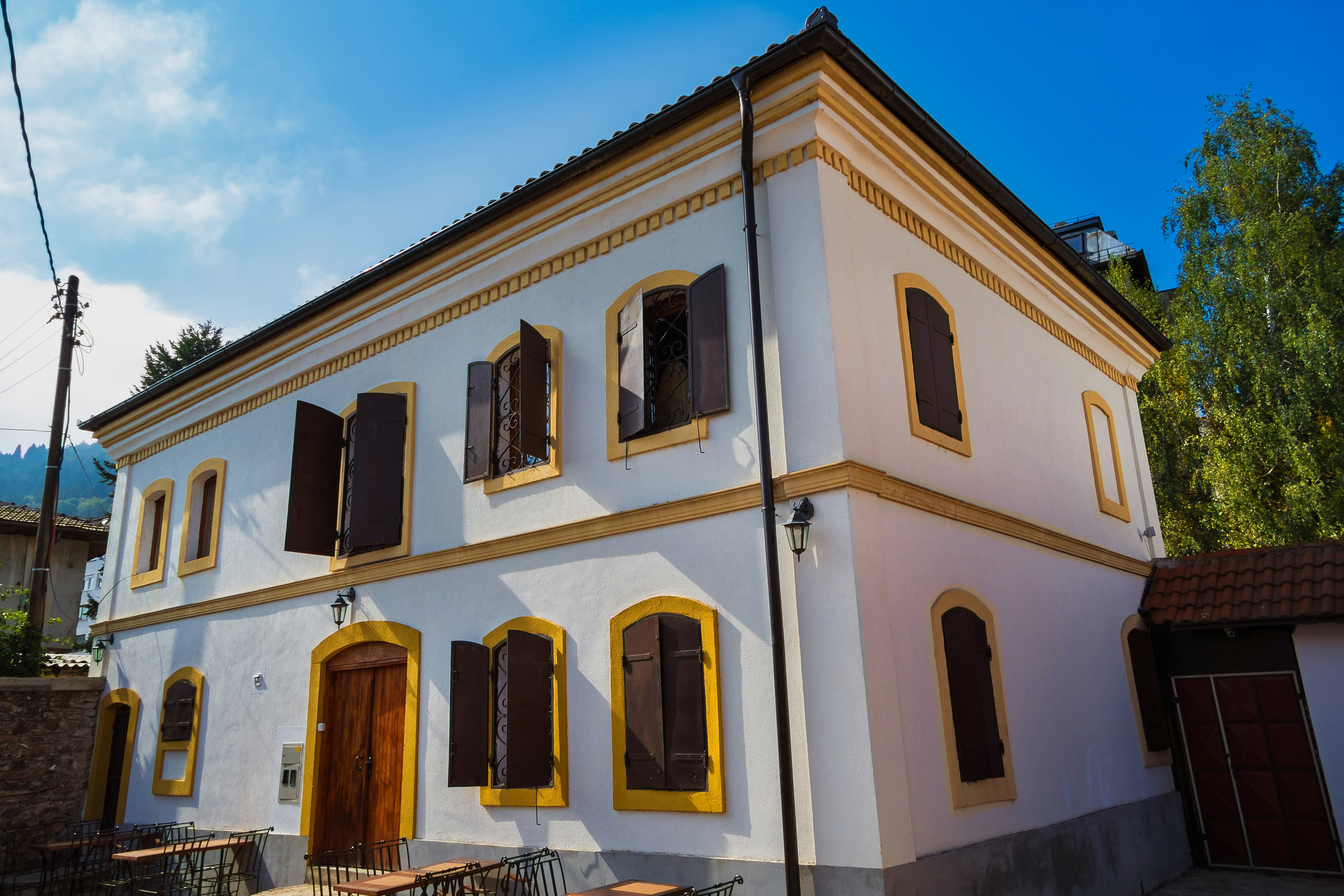
Dom Milana Hadživukovicia